# 何文田體育館

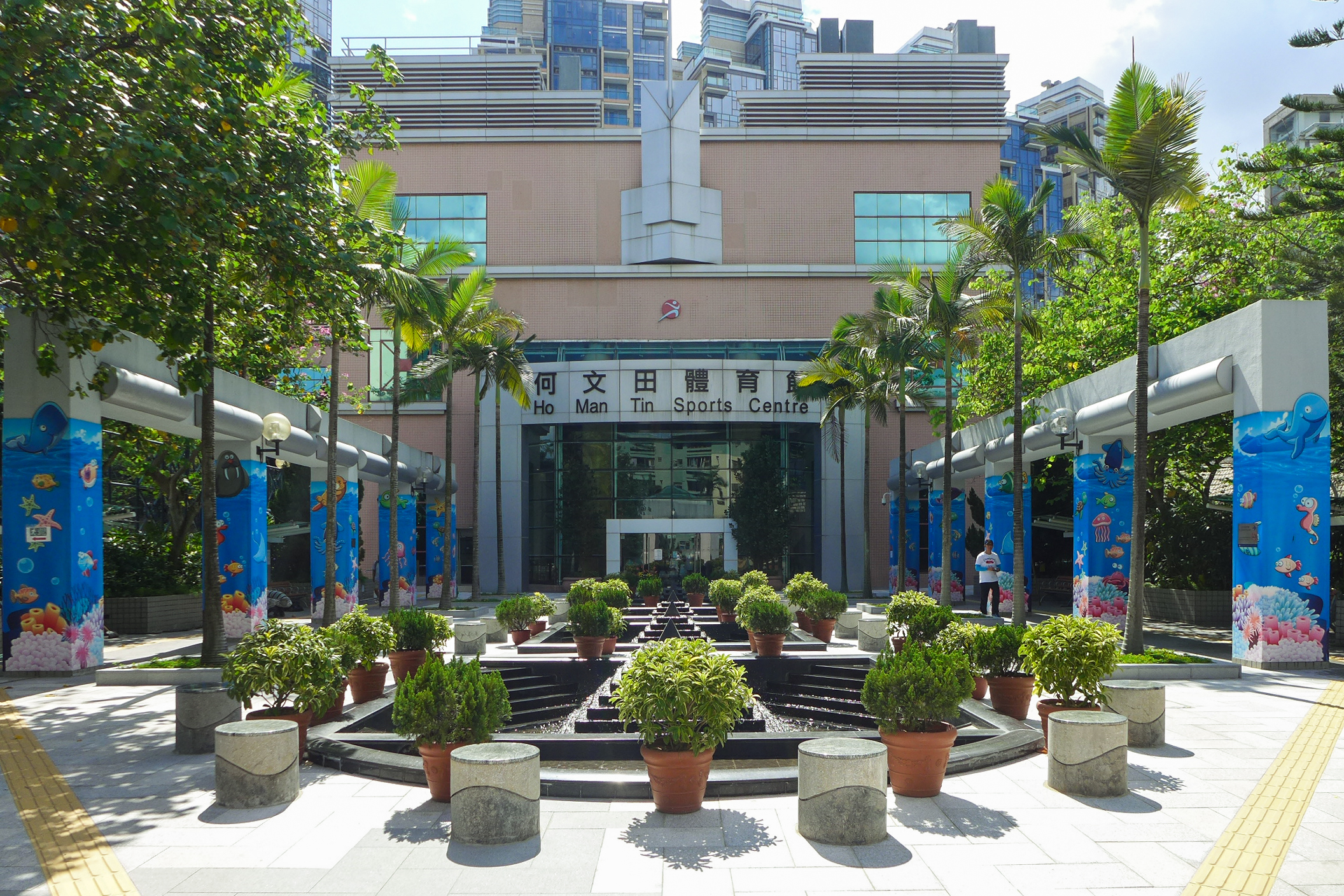
何文田體育館

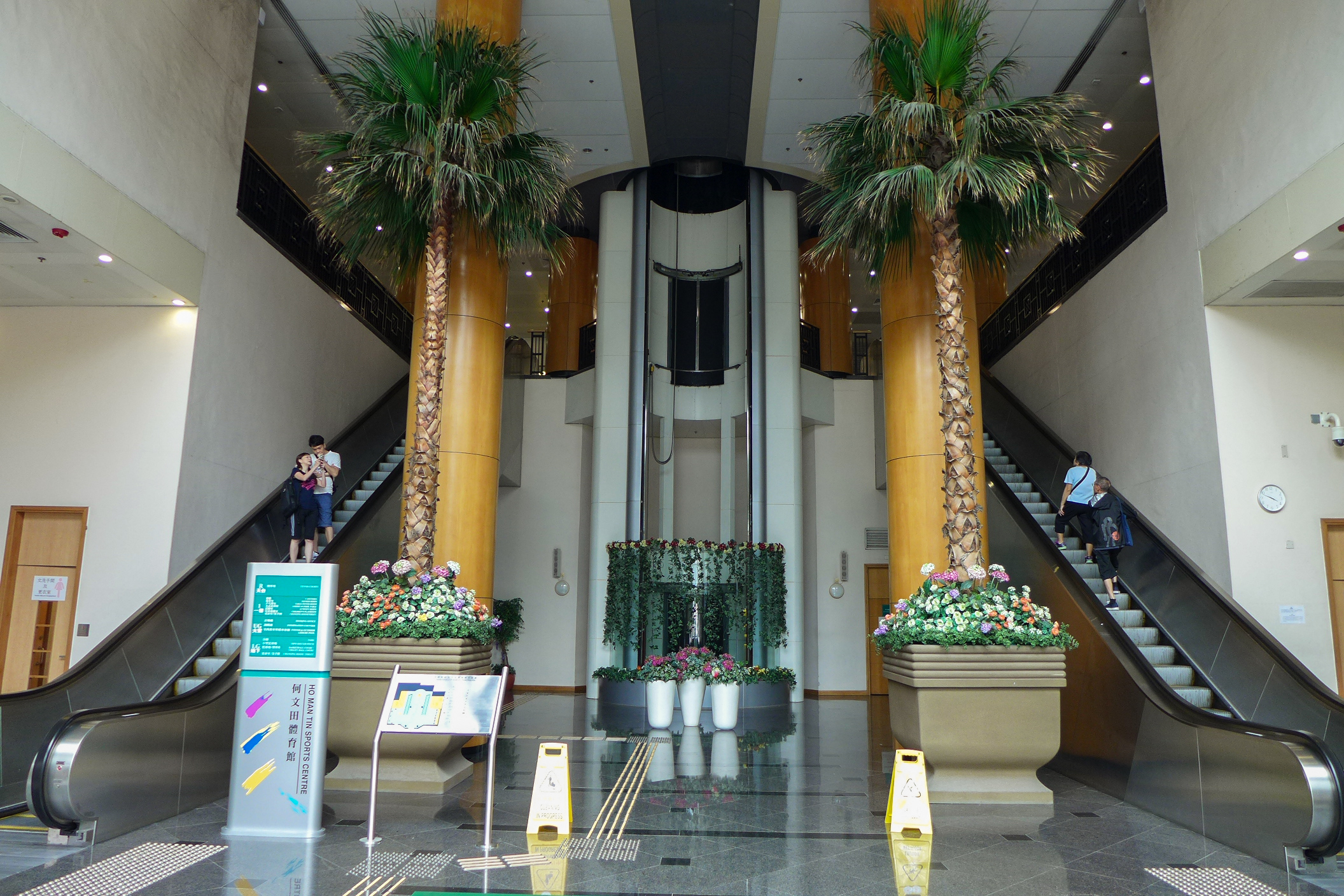
體育館地下中庭具空間感

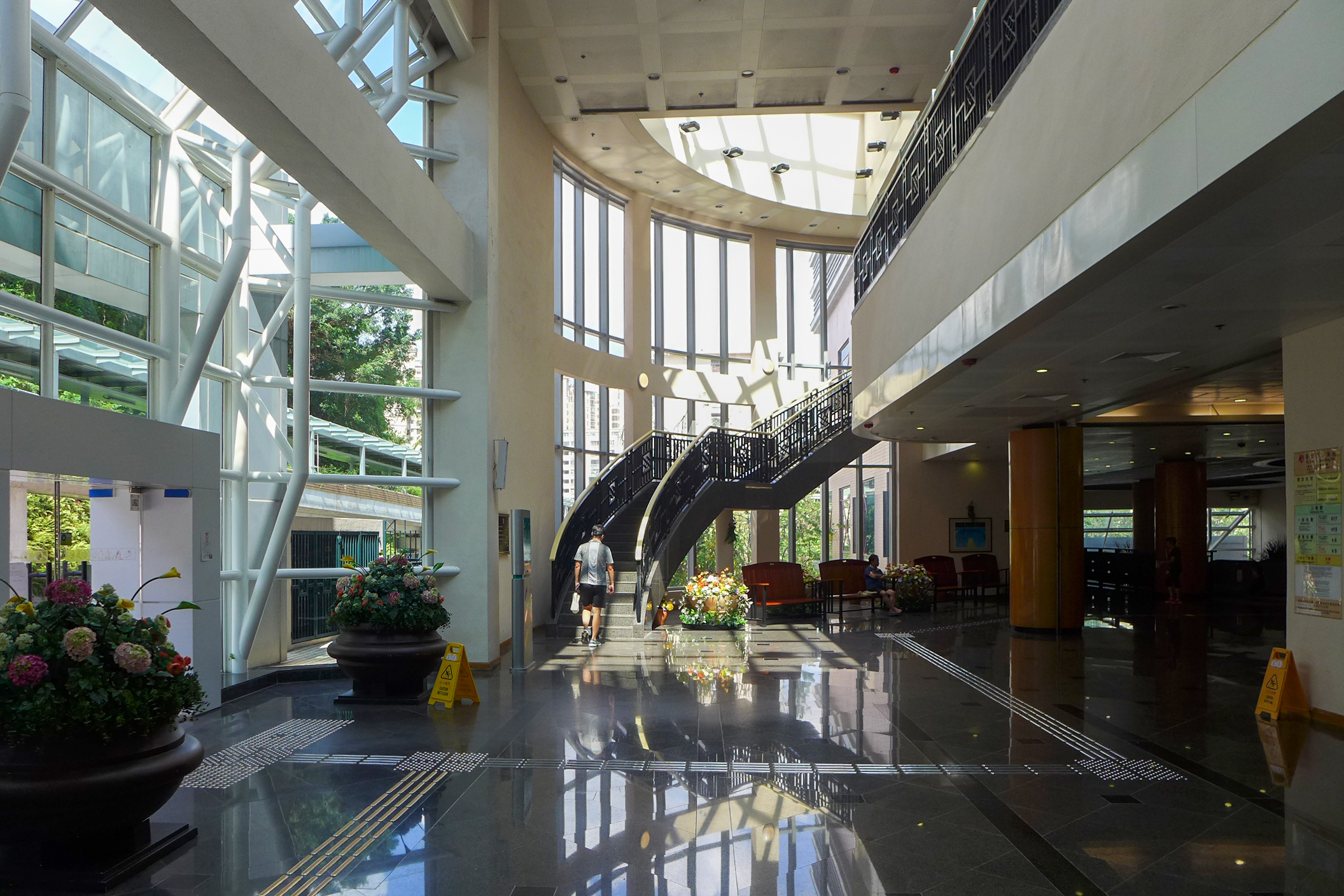
忠義街入口大堂

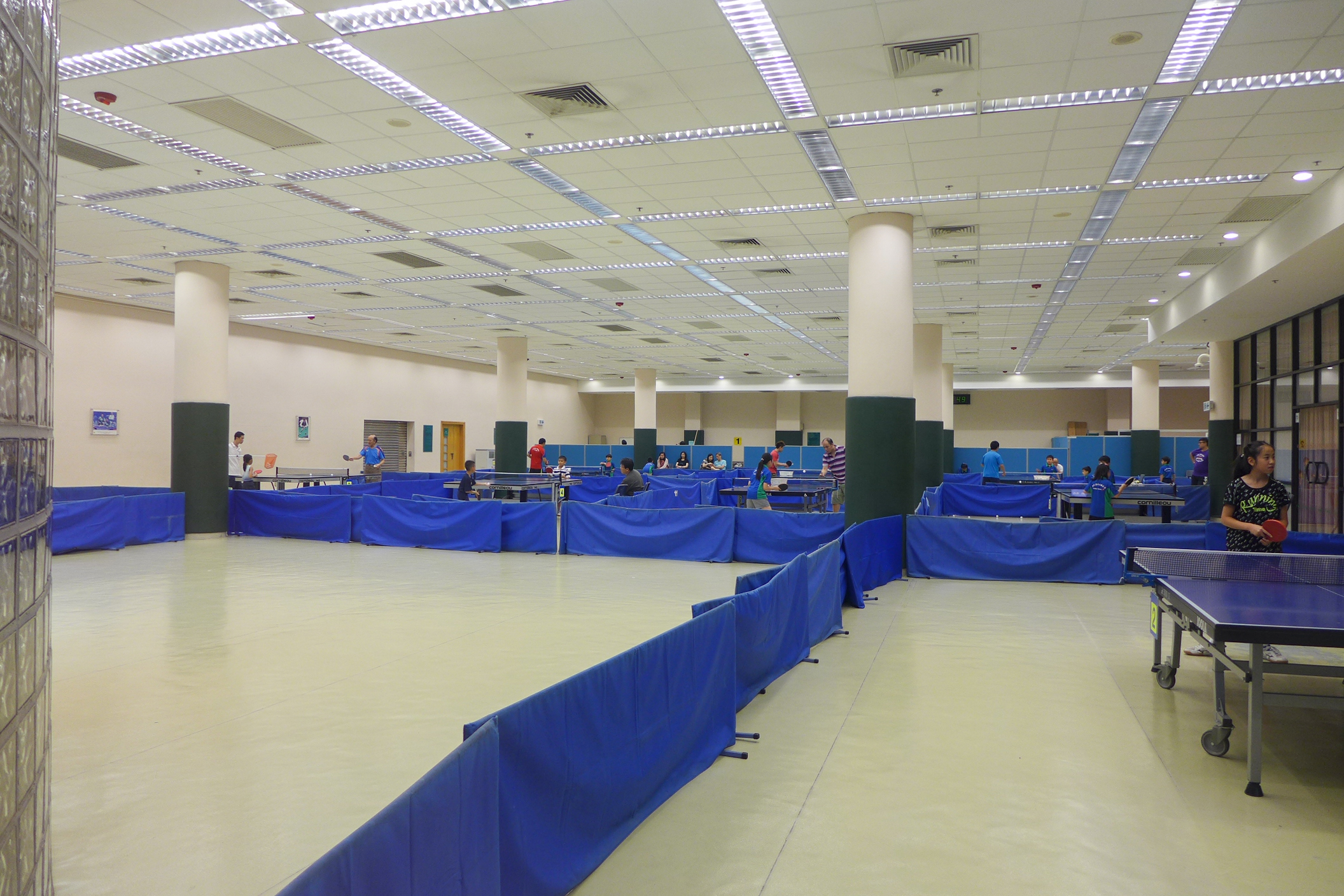
大型乒乓球室

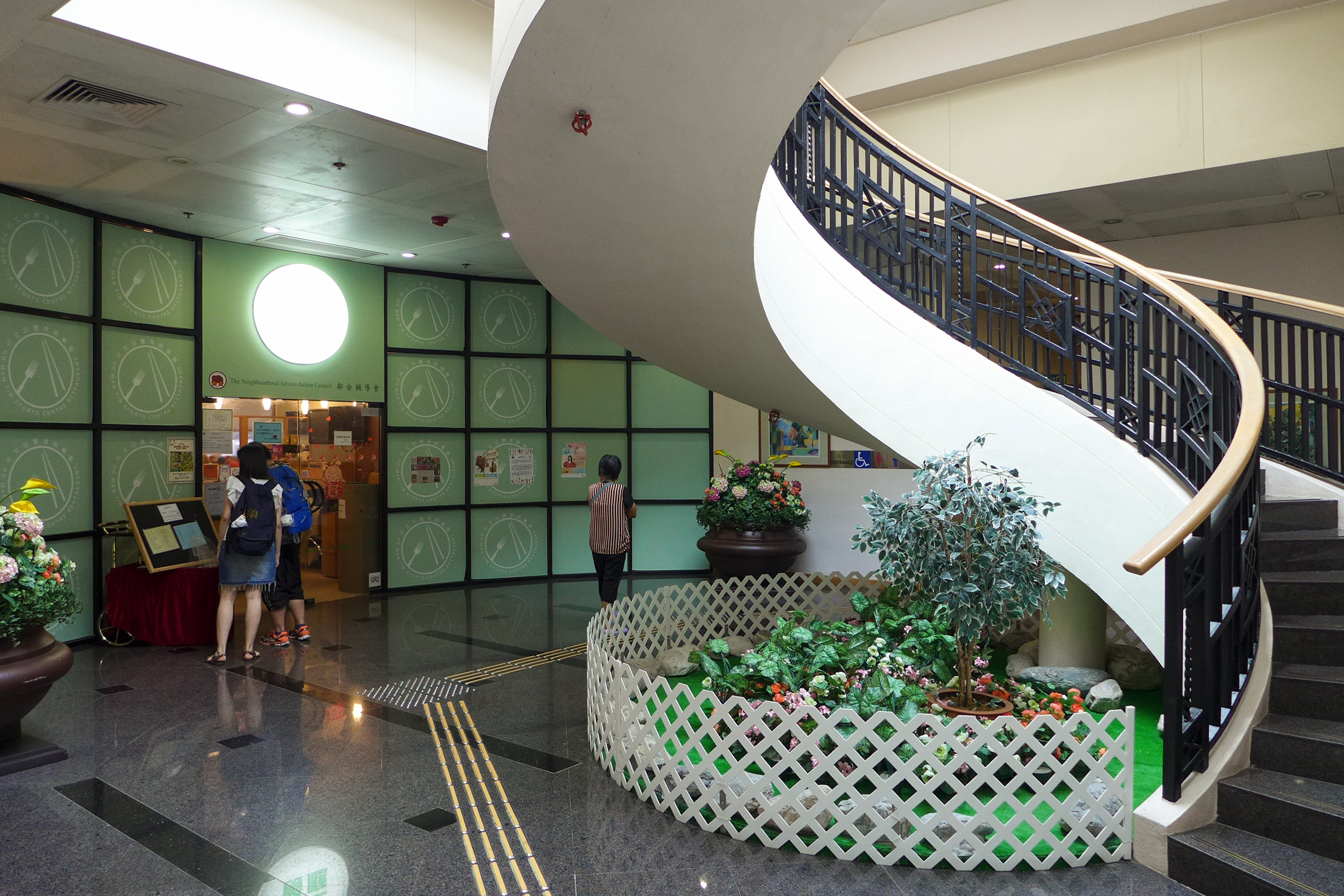
餐廳和樓梯往天台網球場

何文田體育館（英語：Ho Man Tin Sports Centre）是香港九龍城區的一座體育館，屬康樂及文化事務署轄下管理，位於何文田忠義街和孝民街交界，於1996年年底動工興建，耗資3億1,100萬元，於1999年12月啟用（26年前），開幕典禮在2000年5月13日舉行，由民政事務局司長藍鴻震、康樂及文化事務署署長梁世華、建築署署長鮑紹雄及九龍城區議會主席梁庭主持開幕。何文田體育館是區內第一座會所式康樂中心，主要為何文田居民服務。

## 設計
體育館由建築署設計，採用會所式豪華設計，入口設中庭並種植假棕櫚樹，並透過玻璃外牆及天幕來擴大空間感及採光。戶外為何文田公園，設有園景花園、籃球場、足球場、缓跑徑及兒童遊樂場等設施。

## 設施
體育館樓高4層，地下（LG層）為溫習區。UG層為忠義街入口，設訂場處及何文田游泳池入口。1樓設一個大型乒乓球室（最多10張乒乓球桌）、健身室、活動室、兒童遊戲室和餐廳。天台為網球場。

## 開放時間
每日07:00-23:00（定期保養日除外）
- 元旦日、農曆年初一至年初三 、耶穌受難日 、聖誕節及聖誕節翌日：休息

## 鄰近建築
- 愛民邨
- 忠義街花園
- 何文田公園

## 交通
| 交通路線列表                                             |
| -------------------------------------------------------- |
| 港鐵 - █ 觀塘綫、 █ 屯馬綫：何文田站A3出口（步行10分鐘） |

## 外部連結
- 何文田體育館 （页面存档备份，存于）